# Баранув (Ліпський повіт)
Баранув (пол. Baranów) — село в Польщі, у гміні Хотча Ліпського повіту Мазовецького воєводства.
Населення — 224 особи (2011).
У 1975-1998 роках село належало до Радомського воєводства.

## Демографія
Демографічна структура станом на 31 березня 2011 року:
|          | Загалом | Допрацездатний вік | Працездатний вік | Постпрацездатний вік |
| -------- | ------- | ------------------ | ---------------- | -------------------- |
| Чоловіки | 112     | 17                 | 81               | 14                   |
| Жінки    | 112     | 19                 | 50               | 43                   |
| Разом    | 224     | 36                 | 131              | 57                   |